# Tenuiphantes flavipes
Tenuiphantes flavipes es una especie de araña araneomorfa del género Tenuiphantes, familia Linyphiidae. La especie fue descrita científicamente por Blackwall en 1854.
Suele ser encontrada sobre la hojarasca. La longitud del cuerpo del macho y la hembra es de 1,7-2,6 milímetros. La especie se distribuye por Europa, Turquía, Cáucaso, Rusia (Europa al sur de Siberia).